# شركة باكستان للتنمية المعدنية
شركة باكستان للتنمية المعدنية (PMDC) هي شركة شبه مستقلة ملحقة بوزارة البترول والموارد الطبيعية التابعة لحكومة باكستان . تم إنشاؤه في عام 1974 برأس مال مصرح به روبية. 1000 مليون دولار (حوالي 10 ملايين دولار أمريكي) لتوسيع أنشطة تطوير المعادن ومساعدتها في البلاد.
مقرها في اسلام اباد . تقوم الشركة بتشغيل منجم / محاجر الملح ومناجم الفحم ومقالع رمل السيليكا. تقوم هذه الشركة بإجراء استكشافات للرواسب المعدنية وإعداد تقارير الجدوى الفنية والاقتصادية. عند الحاجة ومناسبة، فإنه يمضي قدما في الواقع الألغام والأسواق المعدنية في باكستان.

## روابط خارجية
- الشركة الباكستانية للتنمية المعدنية الموقع الرسمي